# Rovt
Rovt – wieś w Słowenii, w gminie Dobrova-Polhov Gradec. W 2018 roku liczyła 61 mieszkańców.